# Gladesville
Gladesville ist ein Vorort von Sydney in Australien. Er liegt 9 km nordwestlich des Stadtzentrums von Sydney und gehört zur Local Government Area Ryde City und zur Hunter’s Hill Municipality in den nördlichen Vororten Sydneys.
Gladesville ist bekannt durch seine Uferblicke und seine Buschanpflanzungen entlang des Parramatta River. Die Gladesville-Brücke, eine Landmarke von Sydney, die die nördlichen Vororte mit der westlichen Innenstadt verbindet, hat ihren Namen von diesem Vorort.

## Geschichte
Als die Besiedlung aus Europa 1795 mit einer kostenlosen Überlassung von Land an den verurteilten Künstler John Doody begann, hieß das Gebiet zunächst Doody’s Bay. Andere Siedler in der Gegend waren William House (1795), Ann Benson (1796) und Charles Raven (1799). 1836 wurde der entlassene Sträfling John Glade als Eigner des Landes von John Doody eingetragen, das er 1817 erworben hatte. Glade vergrößerte seinen Besitz durch Zukauf angrenzender Ländereien. Nach seinem Tode im Jahre 1848 wurde sein Land an Mr. W. Billyard einen Solicitor aus Sydney verkauft, der es anschließend in Parzellen aufteilte und im November 1855 unter dem Namen Gladesville weiterverkaufte.
Ein Meilenstein in der Entwicklung des Vorortes war die Ansiedlung des Tarban Creek Lunatic Asylum 1838 am Ufer des Parramatta River. Es war das erste eigens gebaute psychiatrische Krankenhaus in New South Wales. Das Gebäude wurde großenteils vom Kolonialarchitekten Mortimer Lewis entworfen und 1836–1838 gebaut. 1869 wurde es in Gladesville Hospital for the Insane umbenannt und 1915 in Gladesville Mental Hospital. 1993 wurde es mit dem Macquarie Hospital zum Gladesville Macquarie Hospital zusammengeführt. 1997 wurden die stationären Abteilungen in Macquarie Hospital in North Ryde zusammengefasst. Der Komplex in Gladesville besteht aus vielen Gebäuden, die im australischen Register der Nationaldenkmäler aufgelistet sind.
Einer der Zukäufe des Hospitals war ein zweistöckiges Sandsteingebäude namens The Priory in der Salter Street. Es entstand in den 1840er-Jahren, vermutlich durch die Familie Stubbs und hatte eine Ostfassade im georgianischen Stil und eine Westfassade mit einem Giebel und einer aufgemalten Sonnenuhr. In den 1850er-Jahren war es an die Marist Fathers verkauft worden, die einen Einfluss auf die frühe Entwicklung von Hunters Hill hatten. Das Krankenhaus kaufte das Gebäude 1888 und 1978 wurde es in das australische Register der Nationaldenkmäler aufgenommen.
Eine weitere historische Landmarke ist der Siedlerhof Rockend, wo der Dichter Banjo Paterson in den 1870er- und 1880er-Jahren lebte. Er wurde um 1850 erbaut, ist heute immer noch gut erhalten und steht der Öffentlichkeit im Banjo Patterson Park an der Punt Road offen. Auch er ist im australischen Register der Nationaldenkmäler gelistet.

## Wirtschaft
Gladesville besitzt ein Ladenzentrum um die Victoria Road, die Hauptstraße des Vorortes und ein kleines Einkaufszentrum (Gladesville Shopping Village) im Bereich der Cowell Street. Eine Reihe von Restaurants gibt es ebenfalls dort, die Essen aus aller Herren Ländern anbieten, z. B. thailändisch, indisch, vietnamesisch, griechisch und italienisch. Vergnügungsstätten findet man im Bayview Hotel, im Sawdust Hotel und im Gladesville RSL Club.

## Verkehr
Der öffentliche Nahverkehr besteht aus der Fähre auf dem Parramatta River und verschiedenen Buslinien. Letztere führen entlang der Victoria Road in Richtung Stadtzentrum von Sydney und nach Parramatta sowie entlang der Pittwater Road nach Chatswood und Woolwich.

## Schulen
Es gibt zwei Grundschulen im Vorort: die Gladesville Public School und die Our Lady Queen of Peace Catholic Primary School. Daneben gibt es mit der Riverside Girls High School auch eine weiterführende Schule.

## Bevölkerung
Nach der Volkszählung 2021 leben in Gladesville 12.867 Menschen, wovon 52 % weiblichen und 48 % männlichen Geschlechts sind. 65,5 % der Einwohner von Gladesville sind in Australien geboren.

## Persönlichkeiten
- Greg Mortimer (* 1952), australischer Bergsteiger

## Galeriebilder

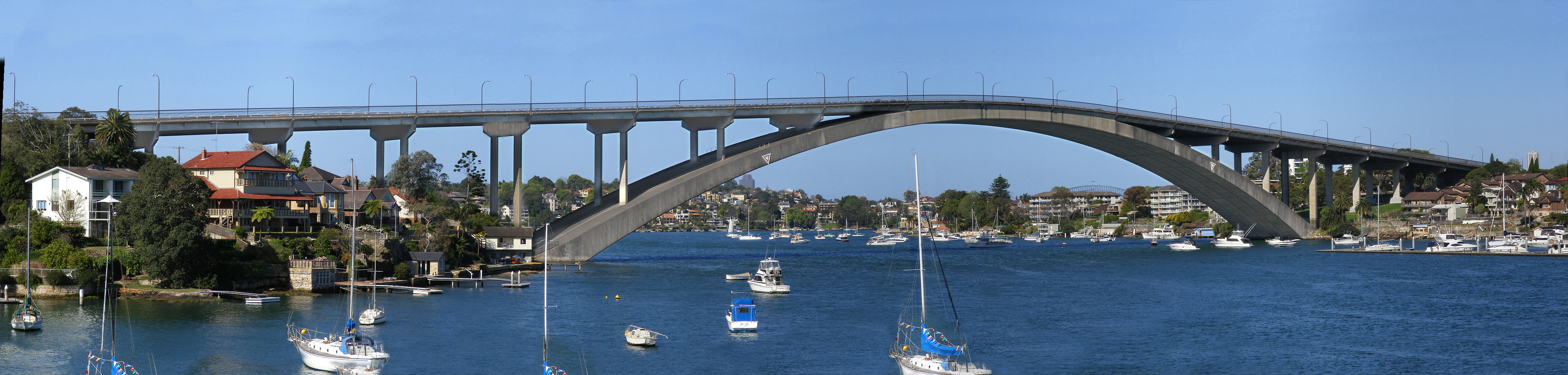
Gladesville Bridge

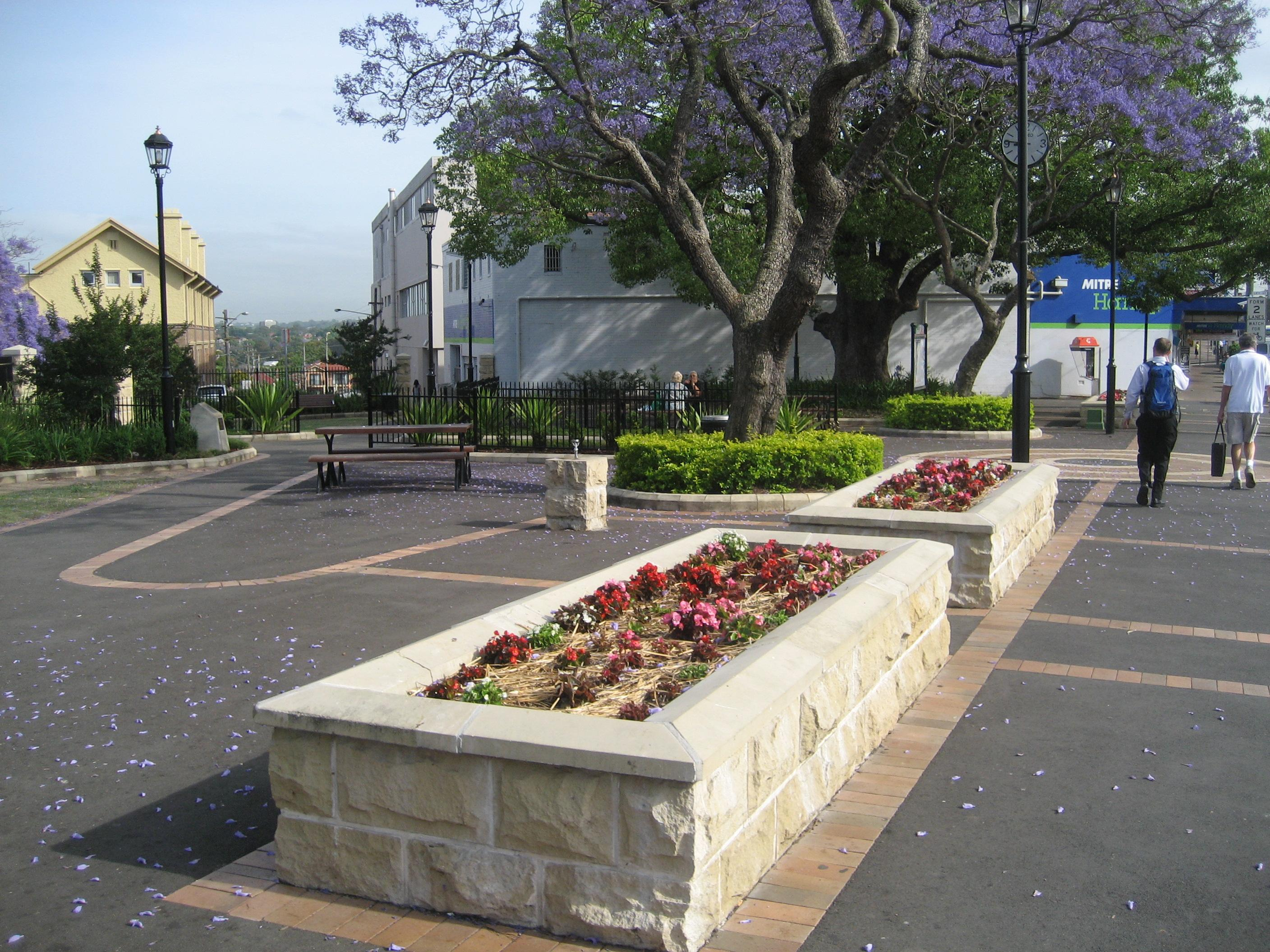
Trim Place in Gladesville
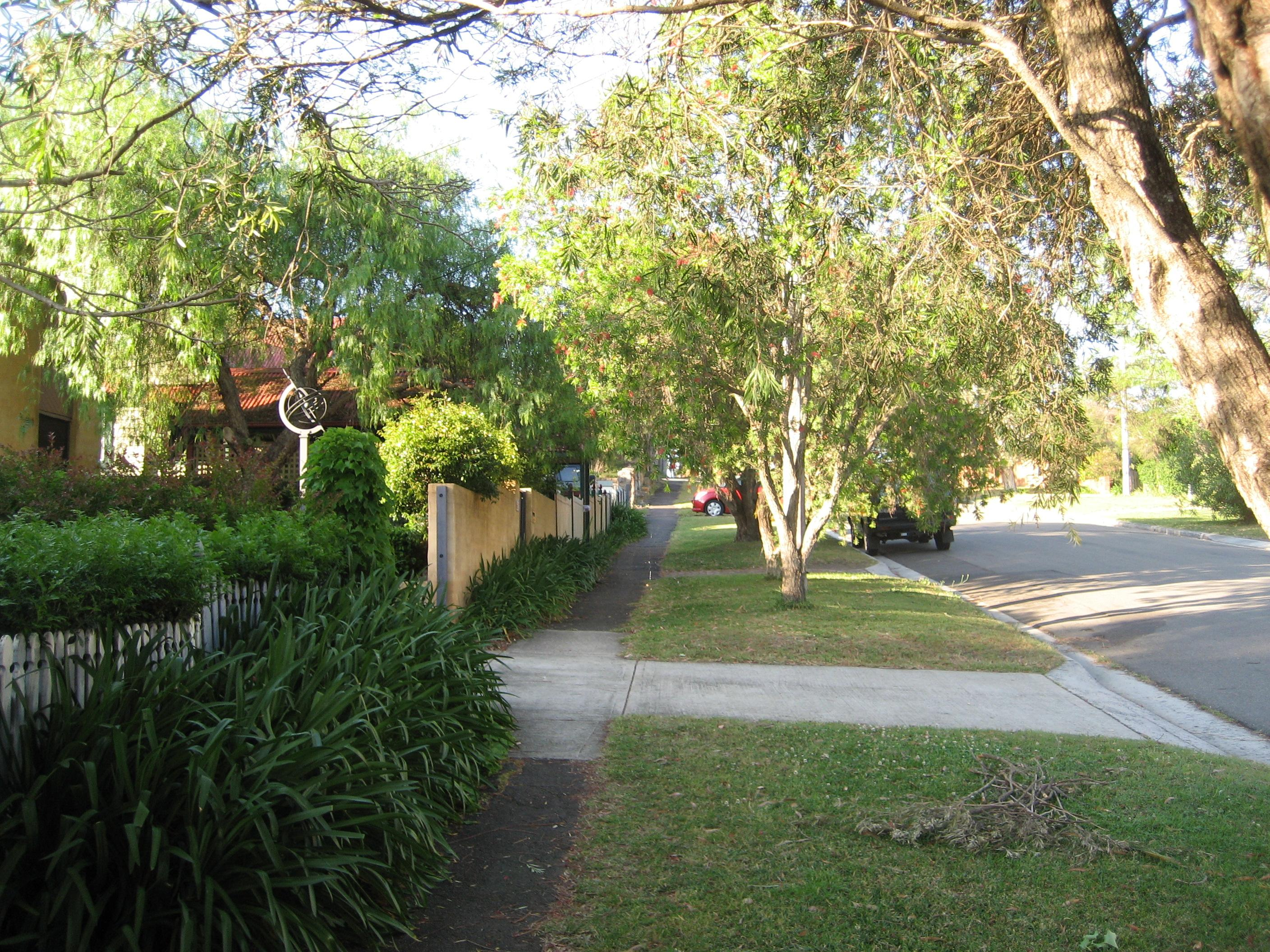
Wohnstraße in Gladesville
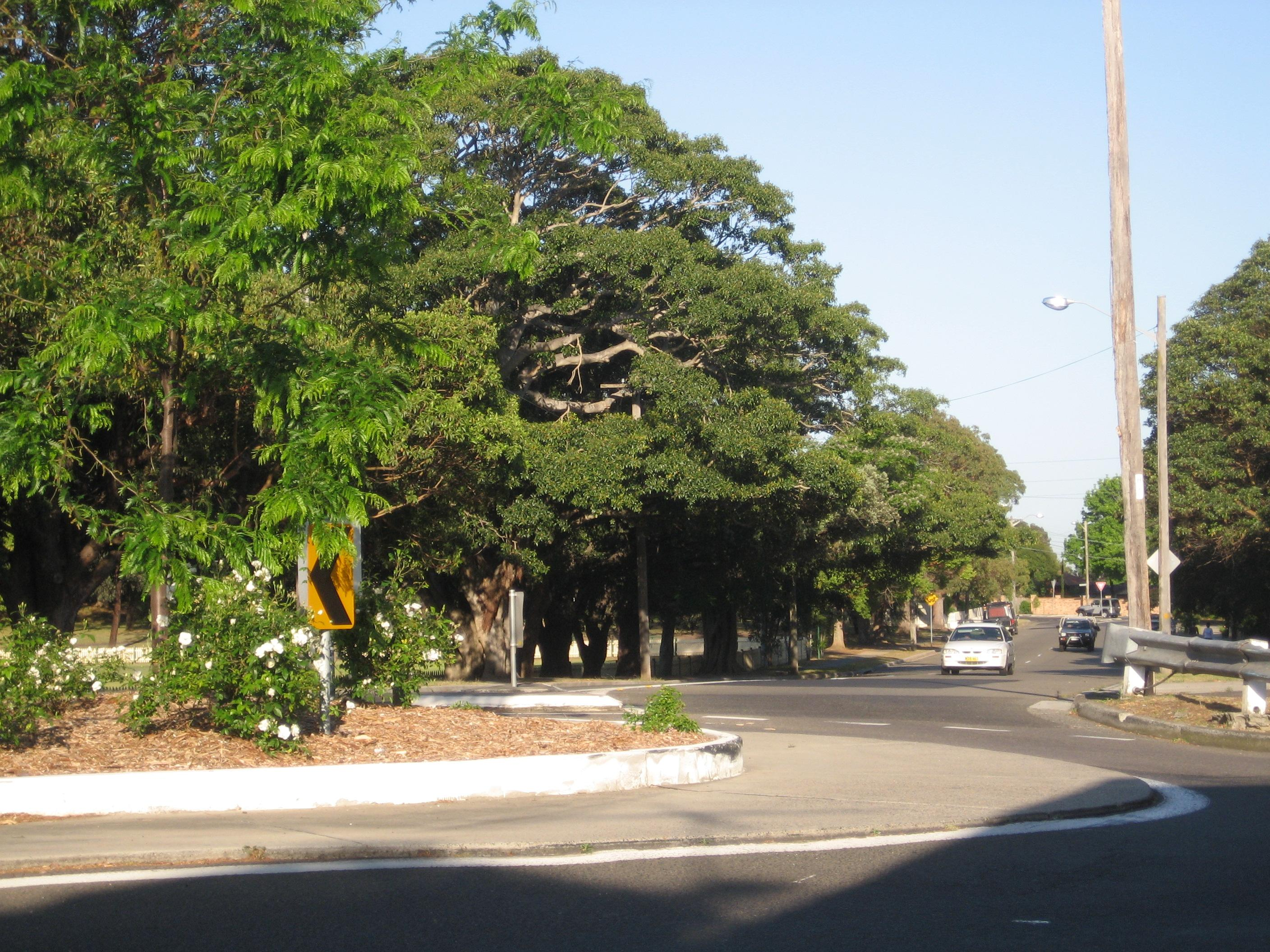
Ryde Road in Gladesville nach Hunters Hill.
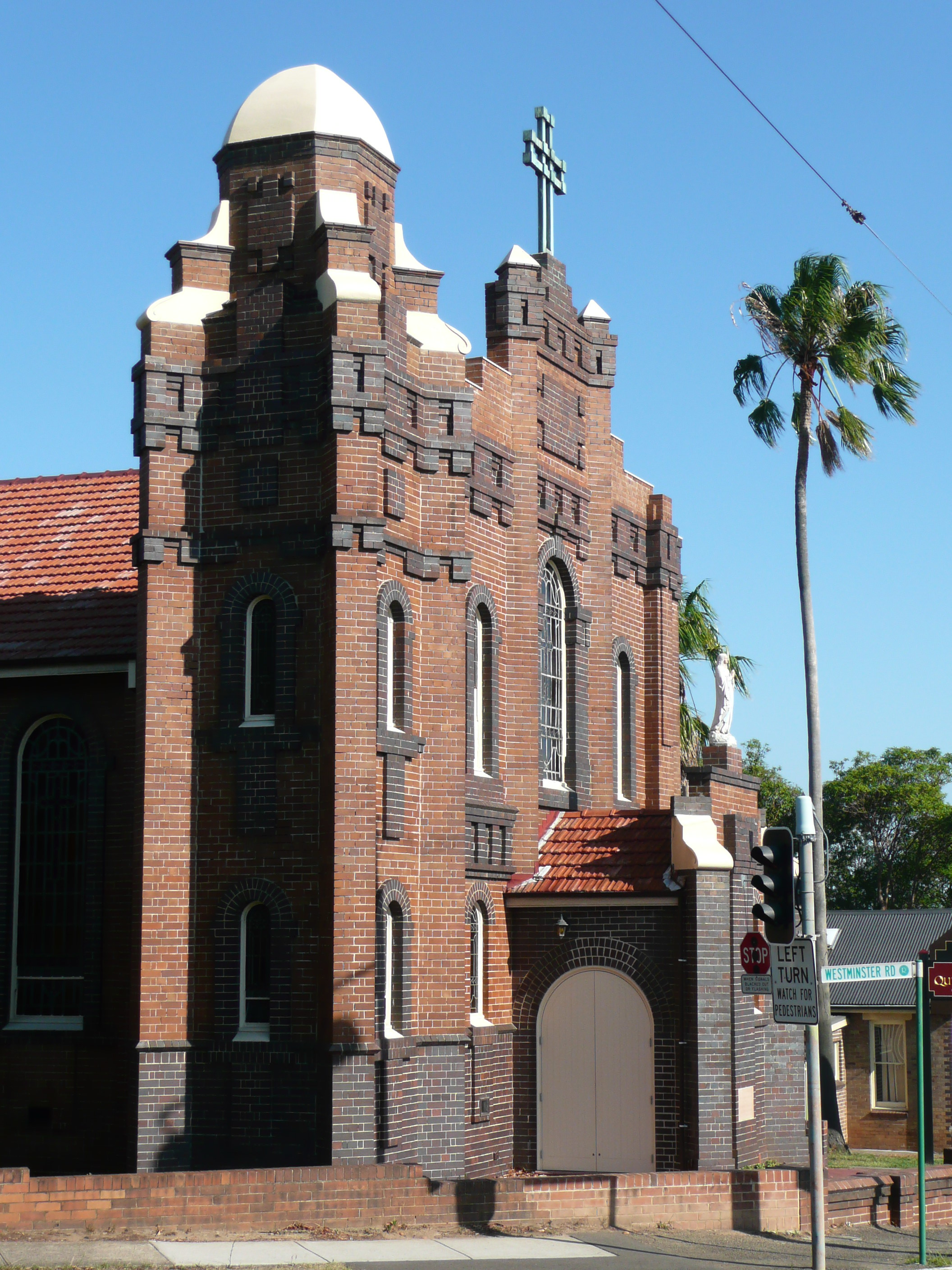
Our Lady Queen of Peace Catholic Church (1925) in der Victoria Road
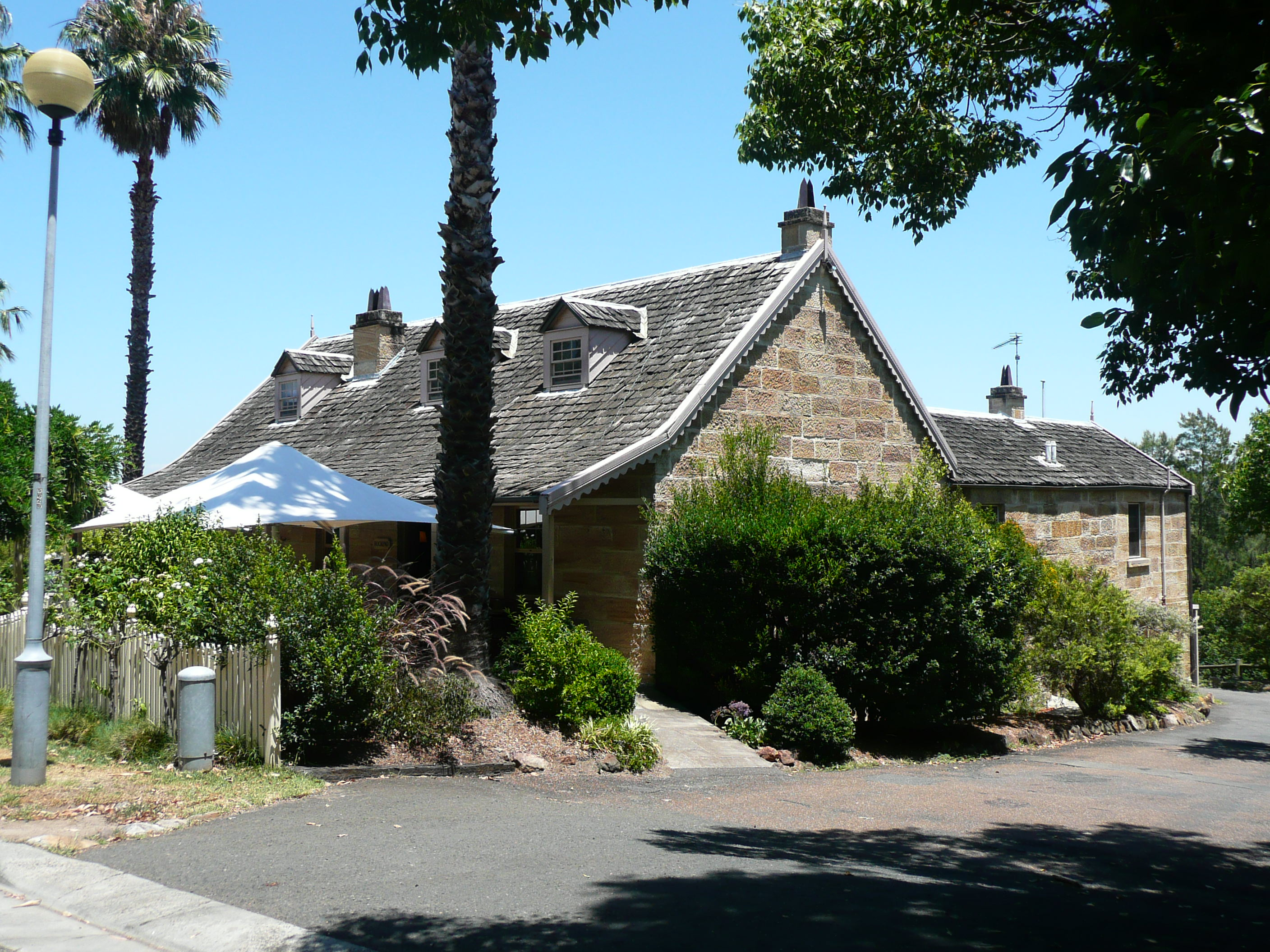
Rockend, wo Banjo Paterson lebte
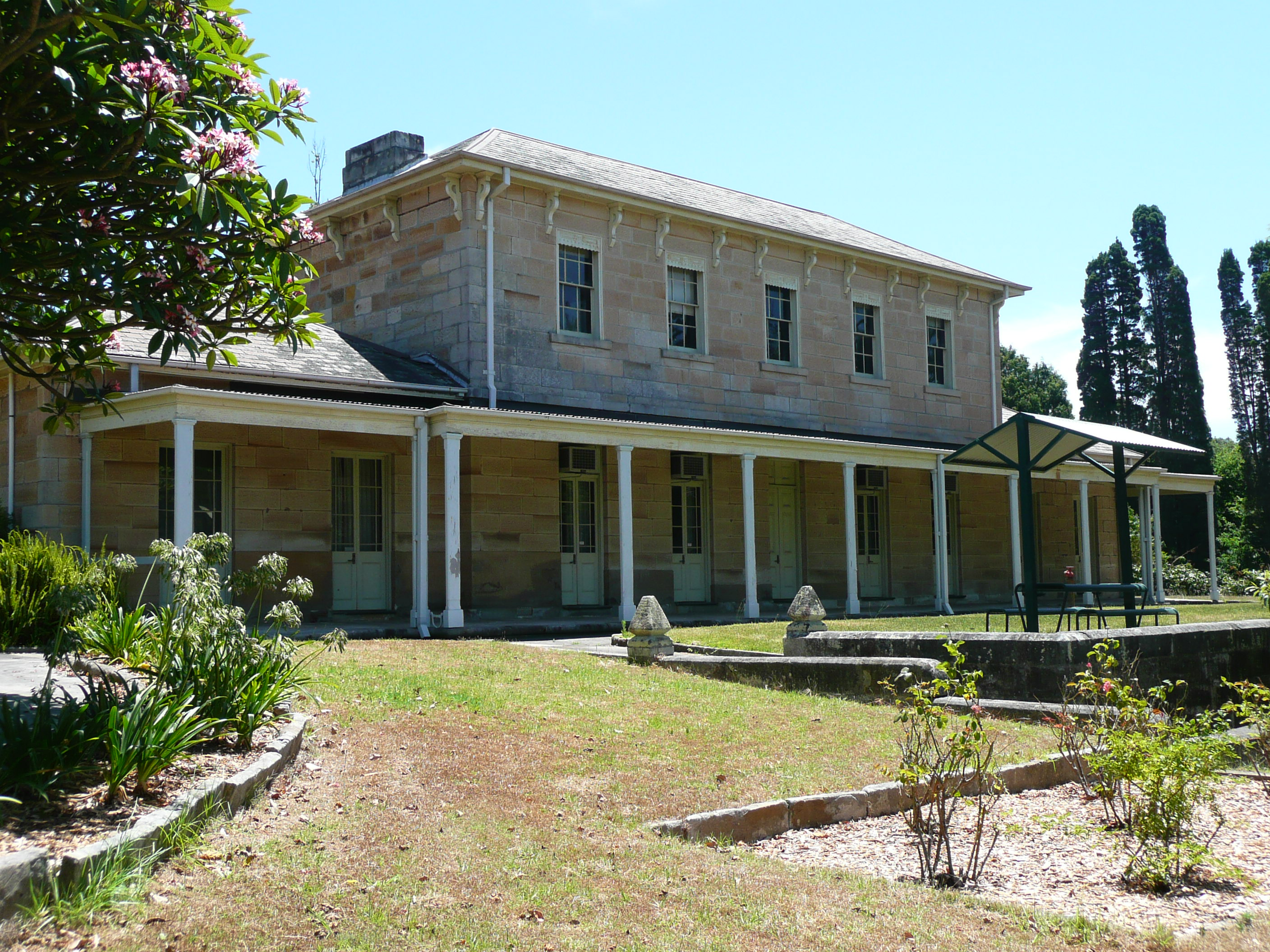
The Priory in der Salter Street
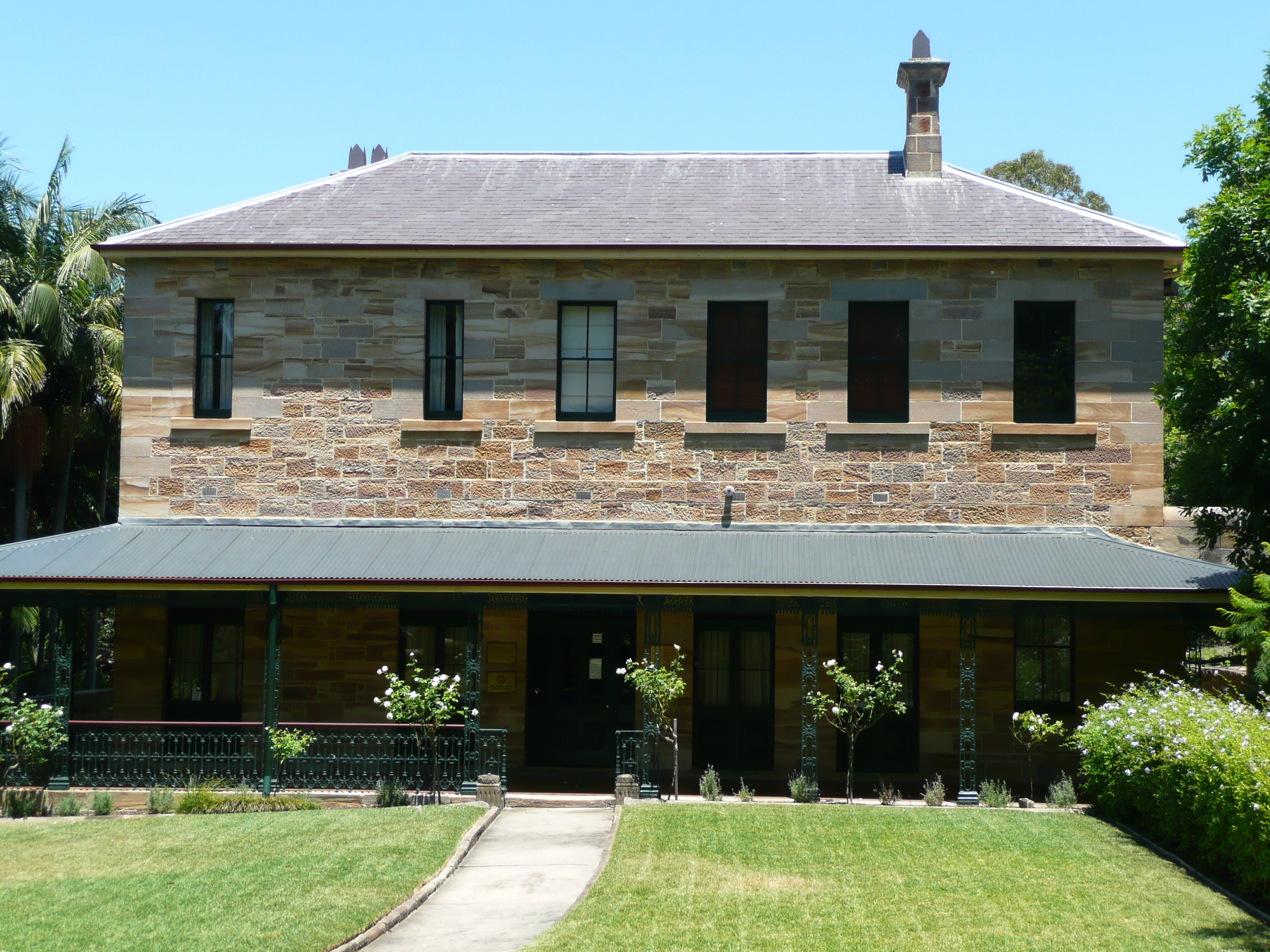
Früheres Wohnhaus des ärztlichen Superintendenten im Irrenhaus von Gladesville
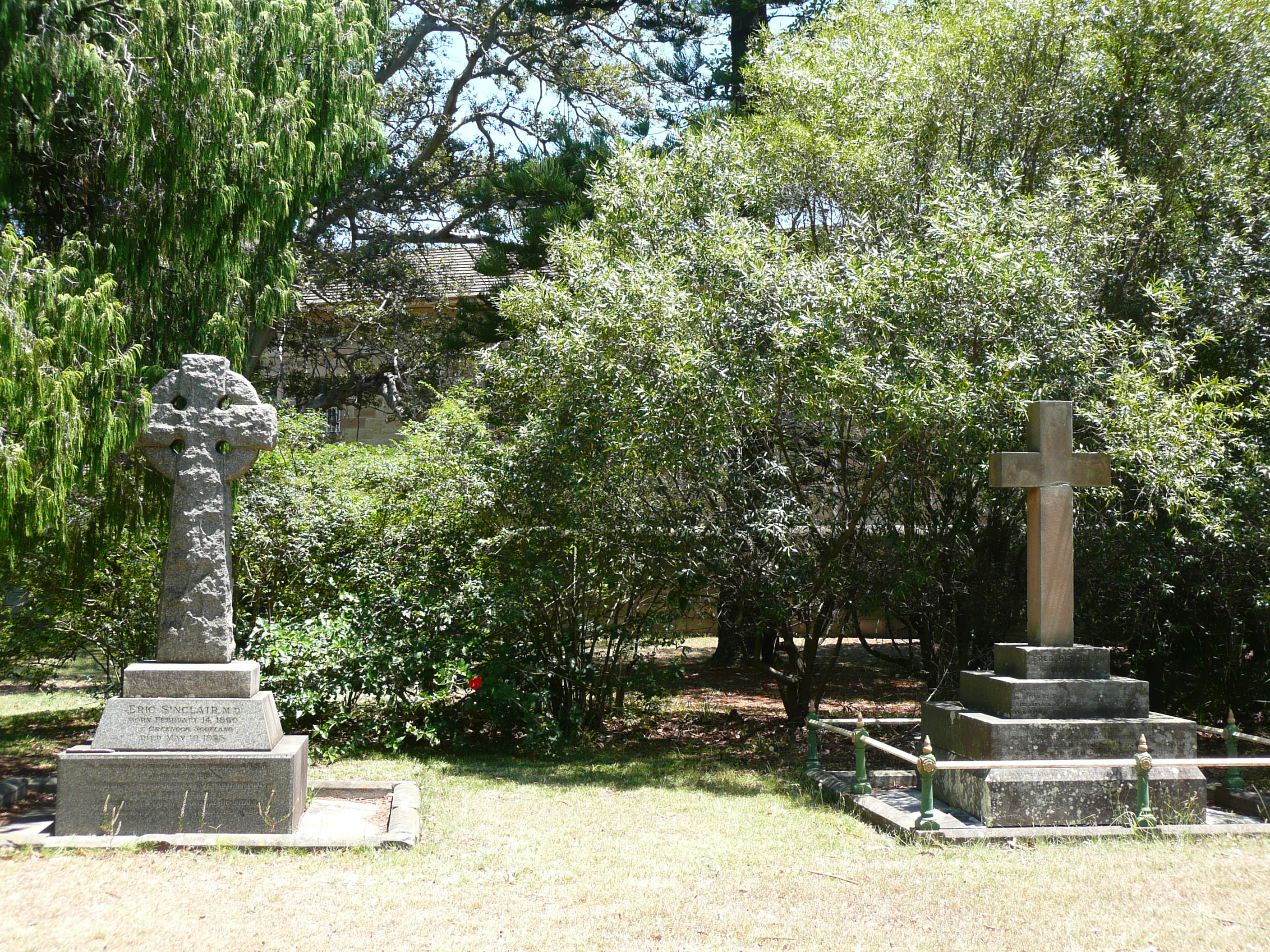
Gräber eines Arztes (links) und des Superintendenten (rechts) im Irrenhaus von Gladesville